# Велика Лука (Вадінський район)
Велика Лу́ка (рос. Большая Лука) — село у складі Вадінського району Пензенської області, Росія.
Населення — 416 осіб (2010; 440 у 2002).
Національний склад станом на 2002 рік:
- росіяни — 100 %